# Anémie mégaloblastique thiamine-sensible
L’anémie mégaloblastique thiamine-sensible est une maladie génétique associant une anémie mégaloblastique, un diabète et une surdité.
L'anémie mégaloblastique survient entre l'enfance et l'adolescence. Elle est corrigée par la prise  de thiamine à la dose de 25–75 mg par jour (Besoin quotidien chez l'individu normal 1,5 mg par jour) mais la macrocytose ne disparaît pas. L'anémie revient dès l'arrêt du traitement. Le diabète est de type non I et survient en même temps que l'anémie. La surdité est irréversible et le traitement par thiamine n'empêche pas sa survenue. 

## Sources
- (en) Online Mendelian Inheritance in Man, OMIM (TM). Johns Hopkins University, Baltimore, MD. MIM Number: 249270 249270
- (en) Judith C Fleming, Ellis J Neufeld, Thiamine-Responsive Megaloblastic Anemia Syndrome In : GeneReviews at GeneTests: Medical Genetics Information Resource (database online). Copyright, University of Washington, Seattle. 1997-2005. www.genetests.org.